# Comando delle forze operative terrestri
Il Comando delle forze operative terrestri (COMFOTER) è una delle aree di vertice dell'Esercito Italiano, posto alle dirette dipendenze del capo di stato maggiore dell'Esercito. Il Comando è responsabile delle problematiche per la generazione delle forze per le operazioni, l’addestramento, l’approntamento, la simulazione, la validazione, certificazione, standardizzazione delle unità operative e per le informazioni tattiche.
Dal 6 luglio 2023, a seguito della fusione del Comando delle forze operative terrestri e Comando Operativo Esercito, istituito nel 2016, con il Comando della Capitale, al Comandante sono attribuite anche le competenze di Comandante militare della Capitale e le funzioni legate ai Comandi territoriali, per tutte le regioni italiane.

## Storia

### Il COMFOTER
Il Comando delle forze operative terrestri (COMFOTER) è nato a Verona con sede a Palazzo Carli, il 1º ottobre 1997 in seguito alla riforma dei vertici militari che attribuì supremazia gerarchica al capo di stato maggiore della difesa.  Inizialmente era parte del Comando Forze Terrestri Alleate del Sud Europa (LANDSOUTH), con cui condivideva la sede del comando, da cui poi si distaccò, quando il Comando Forze Terrestri Alleate del Sud Europa nel 2004 venne trasferito a Madrid.
Dal 2004 ha raggruppato in un unico ente tutte le unità dedite al combattimento, al supporto, al supporto specifico per il combattimento e alla comunicazione e sistemi informatici, che nel complesso assommavano a circa l'80% dell'intero Esercito Italiano.
Nel tempo la struttura si è evoluta modificando la sua composizione. La sede principale del COMFOTER era a Verona, a Palazzo Carli, anche se il reparto comando si trovava alla caserma Dalla Bona di Verona.

### Comfoter COE
Il 1 ottobre 2016, il Comando Forze Operative Terrestri si è riconfigurato come Comando delle forze operative terrestri e Comando Operativo Esercito (COMFOTER COE), con sede a Roma.
A Verona è rimasto il Comando delle forze operative terrestri di supporto (COMFOTER SUPPORTO).
Il Comandante del COMFOTER COE è posto alle dipendenze d’impiego del Capo di Stato Maggiore dell’Esercito.

### La riconfigurazione
Dal 1º aprile 2023 acquisisce anche le Divisioni Vittorio Veneto e Acqui.
Dal 6 luglio 2023 ha riassunto la nuova struttura ordinativa–organica di COMFOTER, con la fusione delle competenze e degli staff del Comando delle Forze Operative Terrestri – COE e del Comando militare della Capitale.

## Struttura

### Dal 1997 al 2016

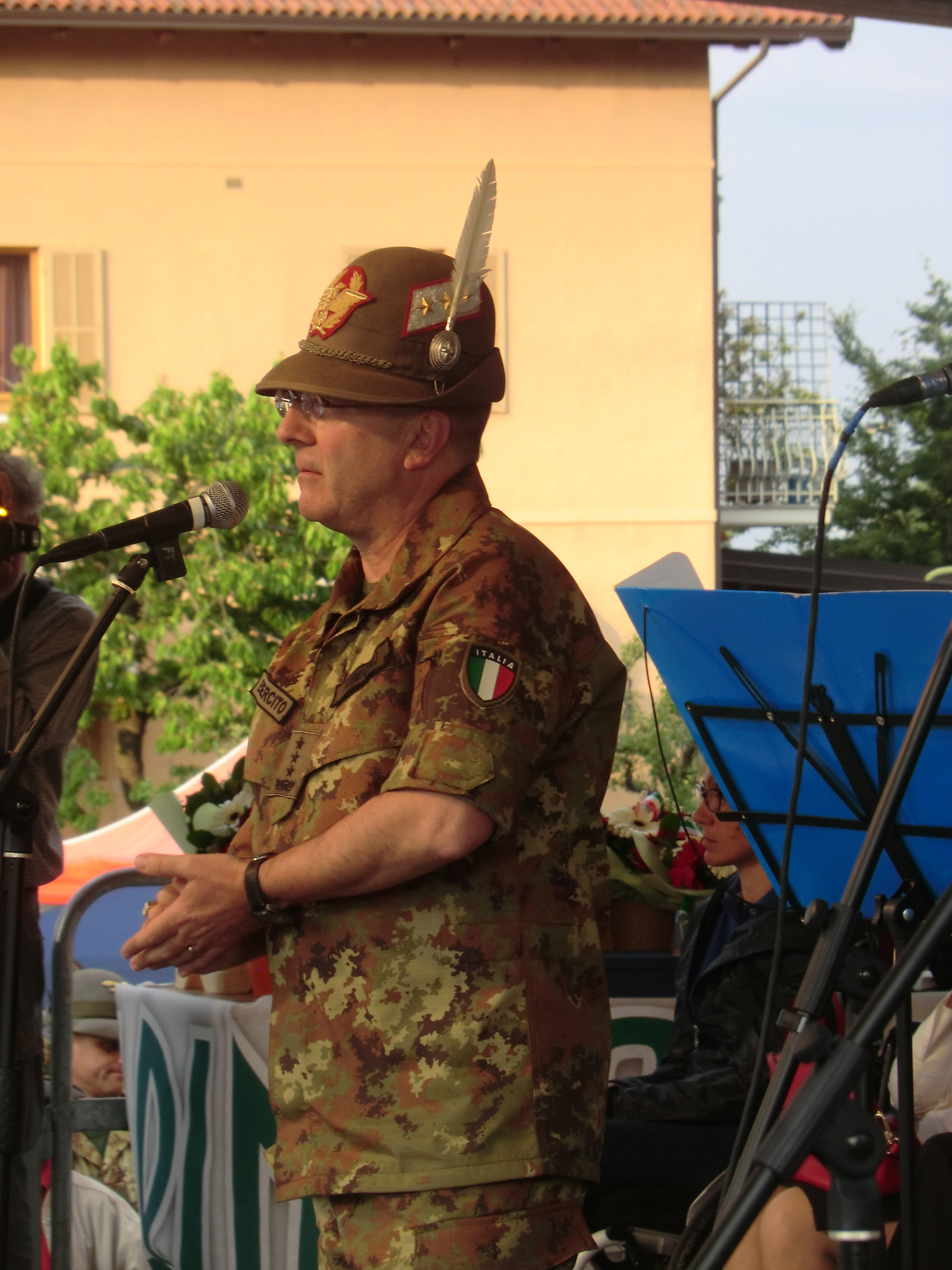
Gen. Alberto Primicerj

Dal COMFOTER, retto da un generale di corpo d'armata o grado equivalente, dipendevano:
Fino al 2004 disponeva di quattro comandi:
- Comando supporti;
- Comando delle forze di proiezione;
- 1º Comando delle forze di difesa;
- 2º Comando delle forze di difesa
- Comando truppe alpine.

Fino al 30 settembre 2016:
- Brigata paracadutisti "Folgore"
- Comando Forze Difesa Interregionale Nord
  - Divisione "Vittorio Veneto" (3 brigate)
- Comando Forze Difesa Interregionale Sud
  - Divisione "Aqui" (5 brigate)
- Comando truppe alpine
  - Divisione "Tridentina" (2 brigate)
- Comando trasmissioni ed informazioni
- Comando Aviazione dell'Esercito
- NATO Rapid Deployable Corp - Italy
- Comando artiglieria dell'Esercito Italiano

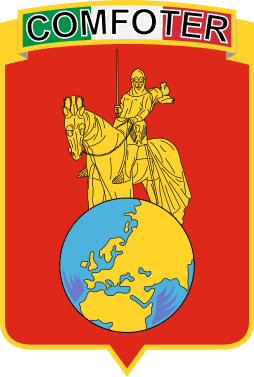
Precedente stemma del COMFOTER

- Comando artiglieria controaerei
- Comando genio

## Dal 2016

Distintivo del COMFOTER COE (2016-2023)

Dal 2016 fino al 6 luglio 2023 il comando è denominato COMFOTER COE, per riprendere in quella data la denominazione originale
Il Comandante del COMFOTER è posto alle dipendenze d’impiego del Capo di Stato Maggiore dell’Esercito. Dal 6 luglio 2023 è anche Comandante militare della Capitale, mentre è stato soppresso il Comando militare della Capitale che in precedenza aveva questa responsabilità.
Le funzioni di natura territoriale sono poste in capo al Vice Comandante del COMFOTER che ha il ruolo di comandante dell'Area Territoriale. Quest'ultimo è anche vice comandante militare della Capitale.
A seguito del riordinamento compiuto il 6 luglio 2023 la struttura del comando è la seguente:

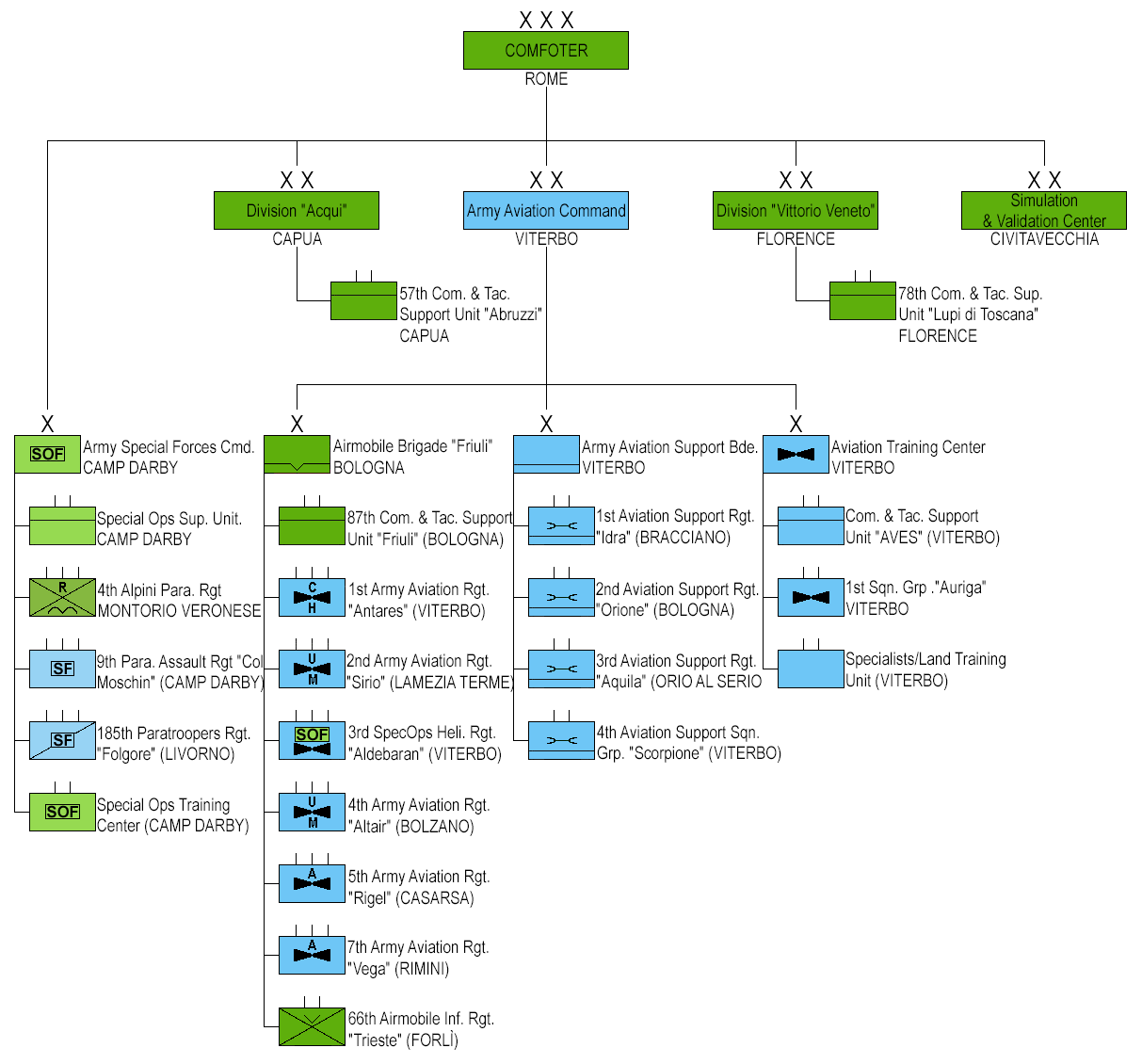
Comando delle Forze Operative Terrestri nel 2022

- Comando delle Forze Operative Terrestri nel 2022 Comando delle forze operative terrestri COMFOTER (Roma)
  -  Comando Truppe Alpine (Bolzano)[5]
    -  Brigata Alpina "Taurinense" (Torino)
    -  Brigata Alpina "Julia" (Udine)
    -  Centro Addestramento Alpino (Aosta)

  -  Comando Forze Operative Nord COMFOP NORD (Padova)[6]
    -  Brigata di Cavalleria "Pozzuolo del Friuli" (Gorizia)
    -  132ª Brigata Corazzata "Ariete" (Pordenone)

  -  Comando Forze Operative Sud COMFOP SUD (Napoli)[7]

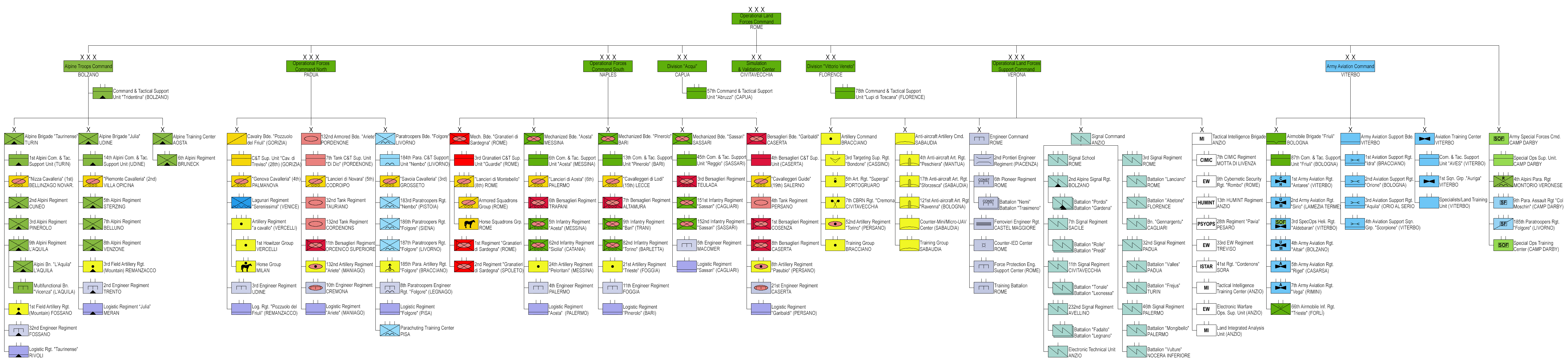
Comando delle Forze Operative Terrestri 2024

    - Comando delle Forze Operative Terrestri 2024 Brigata meccanizzata "Granatieri di Sardegna" (Roma)
    -  Brigata meccanizzata "Aosta" (Messina)
    -  Brigata Meccanizzata "Pinerolo" (Bari)
    -  Brigata Meccanizzata "Sassari" (Sassari)
    -  Brigata Bersaglieri "Garibaldi" (Caserta)

  -  Comando delle Forze Operative Terrestri di Supporto (Verona)[8]
    -  Comando artiglieria (Bracciano)
    -  Comando Artiglieria Controaerei (Sabaudia)
    -  Comando Genio (Roma)
    -  Comando Trasmissioni (Roma)
    -  Brigata Informazioni Tattiche (Anzio)

  -  Comando Aviazione dell'Esercito (Viterbo)[9]
    -  Brigata aeromobile "Friuli" (Bologna) (dal 2022)
    -  Brigata Sostegno AVES (Viterbo)
    -  Centro Addestrativo Aviazione dell'Esercito (Viterbo)

  -  Comando delle forze speciali dell'Esercito (COMFOSE) (Pisa)[10]
    -  9º Reggimento d'assalto paracadutisti "Col Moschin"
    -  185º Reggimento paracadutisti ricognizione acquisizione obiettivi "Folgore"
    -  4º Reggimento alpini paracadutisti
    - Centro Addestramento per le Operazioni Speciali
    - Reparto Supporti alle Operazioni Speciali

  -  Brigata Paracadutisti "Folgore" (Livorno)
    -  Comando Brigata paracadutisti Folgore con sede a Livorno
    -  184º Reparto comando e supporti tattici Nembo con sede a Livorno
    -  183º Reggimento paracadutisti Nembo con sede a Pistoia
    -  186º Reggimento paracadutisti Folgore con sede a Siena
    -  187º Reggimento paracadutisti Folgore con sede a Livorno
    -  Reggimento Savoia Cavalleria (3°) con sede a Grosseto
    -  185º Reggimento artiglieria paracadutisti Folgore con sede a Bracciano
    -  8º Reggimento genio guastatori paracadutisti "Folgore" con sede a Legnago
    -  Reggimento logistico paracadutisti Folgore con sede a Pisa
    -  Centro addestramento paracadutismo con sede a Pisa

  -  Divisione "Acqui" (dal 1º aprile 2023) esiste unicamente come comando proiettabile, tanto per esigenze nazionali che nell'ambito delle varie alleanze e organizzazioni internazionali (NATO, UE, ONU). Oltre al reparto comando non ha altre unità assegnate ed in caso d'impiego NATO entrerebbe a far parte dell’Allied Rapid Reaction Corps (ARRC – UK), il Corpo d’Armata di Reazione Rapida britannico. E' stanziato a Napoli, nel quartiere di San Giorgio a Cremano.[11]
    -  57º Reparto Comando e Supporti Tattici "Abruzzi" - Capua

  -  Divisione "Vittorio Veneto" (dal 1º aprile 2023) esiste unicamente come comando proiettabile, tanto per esigenze nazionali che nell'ambito delle varie alleanze e organizzazioni internazionali (NATO, UE, ONU). Oltre al reparto comando non ha altre unità assegnate ed in caso d'impiego NATO andrebbe a costituire il comando della Multinational Division-South (HQ MND-S), è stanziata a Firenze.[12]
    -  78º Reparto Comando e Supporti Tattici "Lupi di Toscana" - Firenze

  -  Centro simulazione e validazione dell'Esercito (Civitavecchia)

## Comandanti

### Dal 1997 al 2016
| Grado                      | Nome e cognome      | Estremi temporali | Estremi temporali |
| Grado                      | Nome e cognome      | Inizio            | Fine              |
| -------------------------- | ------------------- | ----------------- | ----------------- |
| Tenente generale           | Giuseppe Ardito     | 1º ottobre 1997   | 13 ottobre 2001   |
| Tenente generale           | Alberto Ficuciello  | 14 ottobre 2001   | 25 maggio 2003    |
| Tenente generale           | Antonio Quintana    | 26 maggio 2003    | 9 dicembre 2003   |
| Generale di corpo d'armata | Cosimo D'Arrigo     | 10 dicembre 2003  | 18 luglio 2005    |
| Generale di corpo d'armata | Bruno Iob           | 19 luglio 2005    | 7 febbraio 2008   |
| Generale di corpo d'armata | Armando Novelli     | 8 febbraio 2008   | 15 dicembre 2010  |
| Generale di corpo d'armata | Francesco Tarricone | 16 dicembre 2010  | 25 gennaio 2012   |
| Generale di corpo d'armata | Roberto Bernardini  | 26 gennaio 2012   | 14 settembre 2014 |
| Generale di corpo d'armata | Alberto Primicerj   | 15 settembre 2014 | 30 settembre 2016 |

### Dal 2016
Dall'ottobre 2016 al luglio 2023 del COMFOTER COE. Dal 6 luglio 2023 è anche Comandante militare della Capitale.
| Grado                      | Nome e cognome       | Estremi temporali | Estremi temporali |
| Grado                      | Nome e cognome       | Inizio            | Fine              |
| -------------------------- | -------------------- | ----------------- | ----------------- |
| Generale di corpo d'armata | Riccardo Marchiò     | 1 ottobre 2016    | 17 febbraio 2018  |
| Generale di corpo d'armata | Federico Bonato      | 17 febbraio 2018  | 25 giugno 2021    |
| Generale di corpo d'armata | Giovanni Fungo       | 30 giugno 2021    | 5 luglio 2023     |
| Generale di corpo d'armata | Salvatore Camporeale | 6 luglio 2023     | 4 aprile 2024     |
| Generale di corpo d'armata | Gaetano Zauner       | 5 aprile 2024     | 15 maggio 2024    |
| Generale di corpo d'armata | Massimo Scala        | 16 maggio 2024    | in carica         |

## Stemma
Lo Stemma è a forma di scudo sannitico, con bordo dorato. Un campo rosso, al centro, è rappresentato un gladio in color oro. Al di sotto dello stesso tre stelle sempre color oro, esse indicano il grado del generale che è posto a capo del comando.
Mentre il precedente stemma del COMFOTER era così blasonato: uno scudo sannitico in metallo smaltato di rosso, colore Esercito, al globo terrestre di oro e di azzurro, a significare la globalità dell'ipotetico teatro operativo, sovrastato dalla raffigurazione della statua equestre di Cangrande I della Scala, tutta in oro a simboleggiare il legame con la città di Verona, superiormente di nero sul tricolore la scritta COMFOTER.